# Bayon (cours d'eau)
Pour les articles homonymes, voir Bayon et Bayeux.
Le Bayon ou Bayeux est un petit torrent du département des Bouches-du-Rhône en région Provence-Alpes-Côte d'Azur et un affluent droit du fleuve l'Arc.

## Géographie
De 10,1 kilomètres de longueur, le Bayeux prend sa source au plateau du Cengle, dans le massif de la montagne Sainte-Victoire. 
Il constitue la ligne séparatrice entre le Cengle et la Sainte-Victoire. Il prend le nom de Bayeux après avoir reçu les eaux permanentes du ruisseau de Roques-Hautes et se jette dans l'Arc au pont de Bayeux. Plusieurs affleurements de travertins fossiles bordent son cours, notamment à la cascade haute d'une vingtaine de mètres, en aval de Saint-Antonin-sur-Bayon.

### Communes et cantons traversés
Dans le seul département des Bouches-du-Rhône, il traverse les quatre communes suivantes, dans trois cantons, dans le sens amont vers aval, de Saint-Antonin-sur-Bayon (source), Beaurecueil, le Tholonet, Meyreuil (confluence).
Soit en termes de cantons, il prend source dans le seul canton de Trets, dans l'arrondissement d'Aix-en-Provence, dans l'intercommunalité Métropole d'Aix-Marseille-Provence.

## Toponyme
Il a donné son nom au village de Saint-Antonin-sur-Bayon dont il traverse le territoire d'est en ouest.

### Bassin versant
Le Bayeux traverse une seule zone hydrographique dite « l'Arc du Grand Vallat à la Cause » (Y402),

### Organisme gestionnaire
L'organisme gestionnaire est le Syndicat d'aménagement du bassin de l'Arc (SABA).

## Affluents
Le Bayeux a un seul tronçon affluent référencé :
- le ruisseau de Brancaï (rg[note 2]), 2 km sur les deux communes de Châteauneuf-le-Rouge (source) et Beaurecueil (confluence.

### Rang de Strahler
Donc le rang de Strahler est de deux par le ruisseau de Brancaï.

## Hydrologie
Son régime hydrologique est dit régime pluvio-nival.

## Aménagements et écologie
Les zones humides en amont de Saint-Antonin à près de 500 m d'altitude, présentent une ripisylve et des prairies humides avec des espèces végétales et animales rares et protégées.